# Novopillea, Bahciîsarai
Novopillea (în ucraineană Новопілля) este un sat în comuna Holubînka din raionul Bahciîsarai, Republica Autonomă Crimeea, Ucraina.

## Demografie
Componența lingvistică a localității Novopillea
     Rusă (45,67%)
     Tătară crimeeană (32%)
     Ucraineană (19,67%)
Conform recensământului din 2001, nu exista o limbă vorbită de majoritatea populației, aceasta fiind compusă din vorbitori de rusă (45,67%), tătară crimeeană (32%) și ucraineană (19,67%).